# Обеліск Костянтина
Обеліск Костянтина (тур. Konstantin Dikilitaşı) розташований на південній стороні площі Султанахмет поруч зі Зміїною колоною у Стамбулі. Інші назви — Окружний обеліск, Складений обеліск та Масонський обеліск.
Точна дата появи цього обеліска невідома. Його називають Обеліском Костянтина тому що як він був складений з кам'яних блоків в період правління імператора Костянтина VII. Спочатку колона була облицьована позолоченими бронзовими пластинами, на яких були зображення перемог Василя I Македонянина але всі позолочені аркуші були розграбовані і переплавлені хрестоносцями, що грабували місто в 1204 році.
У період з 1953 по 1976 роки зображення цього монумента прикрашало банкноти в 500 турецьких лір.
1894 року внаслідок землетрусу обеліск був частково зруйнований та згодом його відреставрували. На сьогоднішній день висота колони досягає висоти в 21 метр.

## Галерея

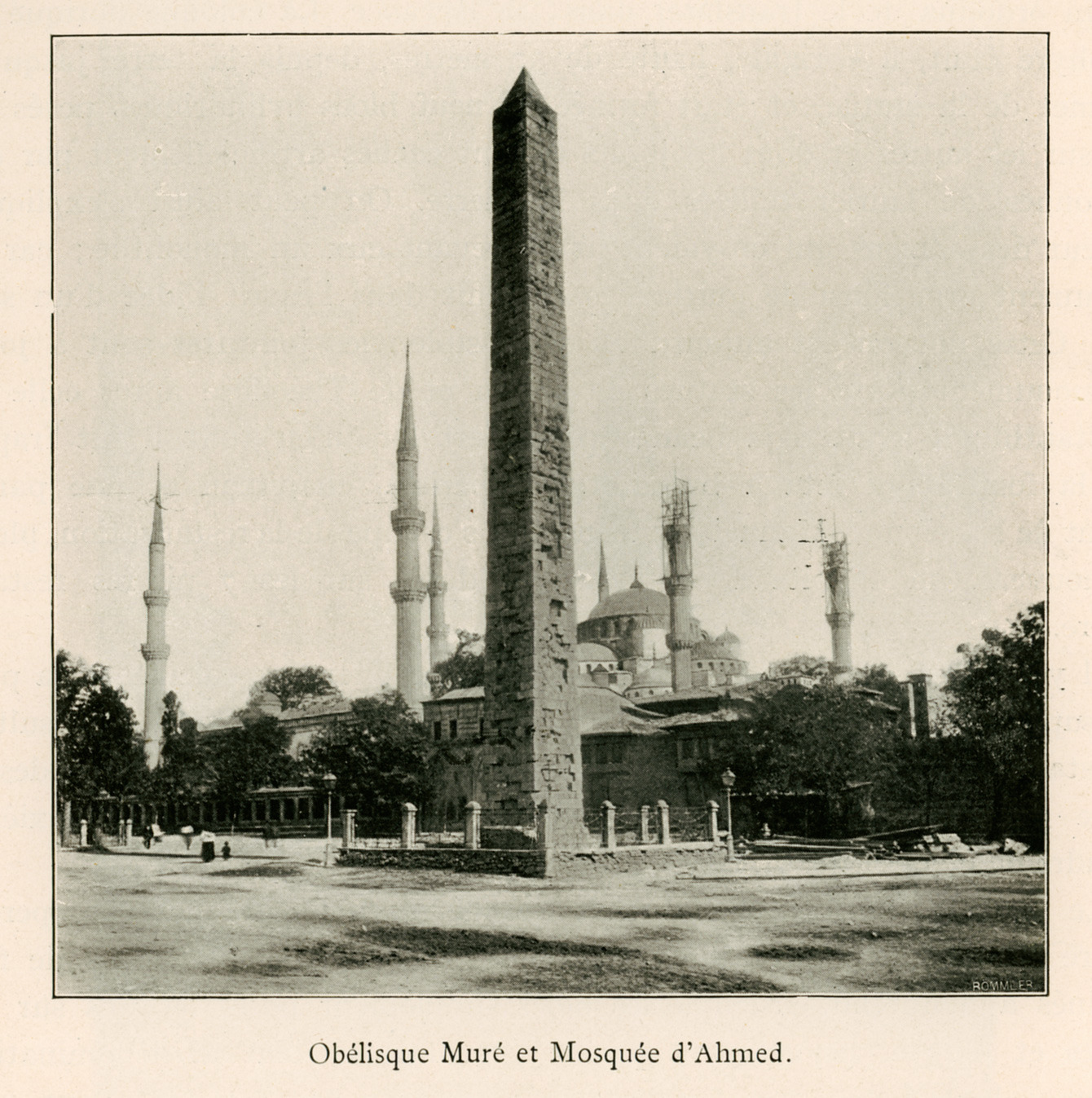
Обеліск Костянтина та мечеть Ахмеда (Герман Барт, 1913)
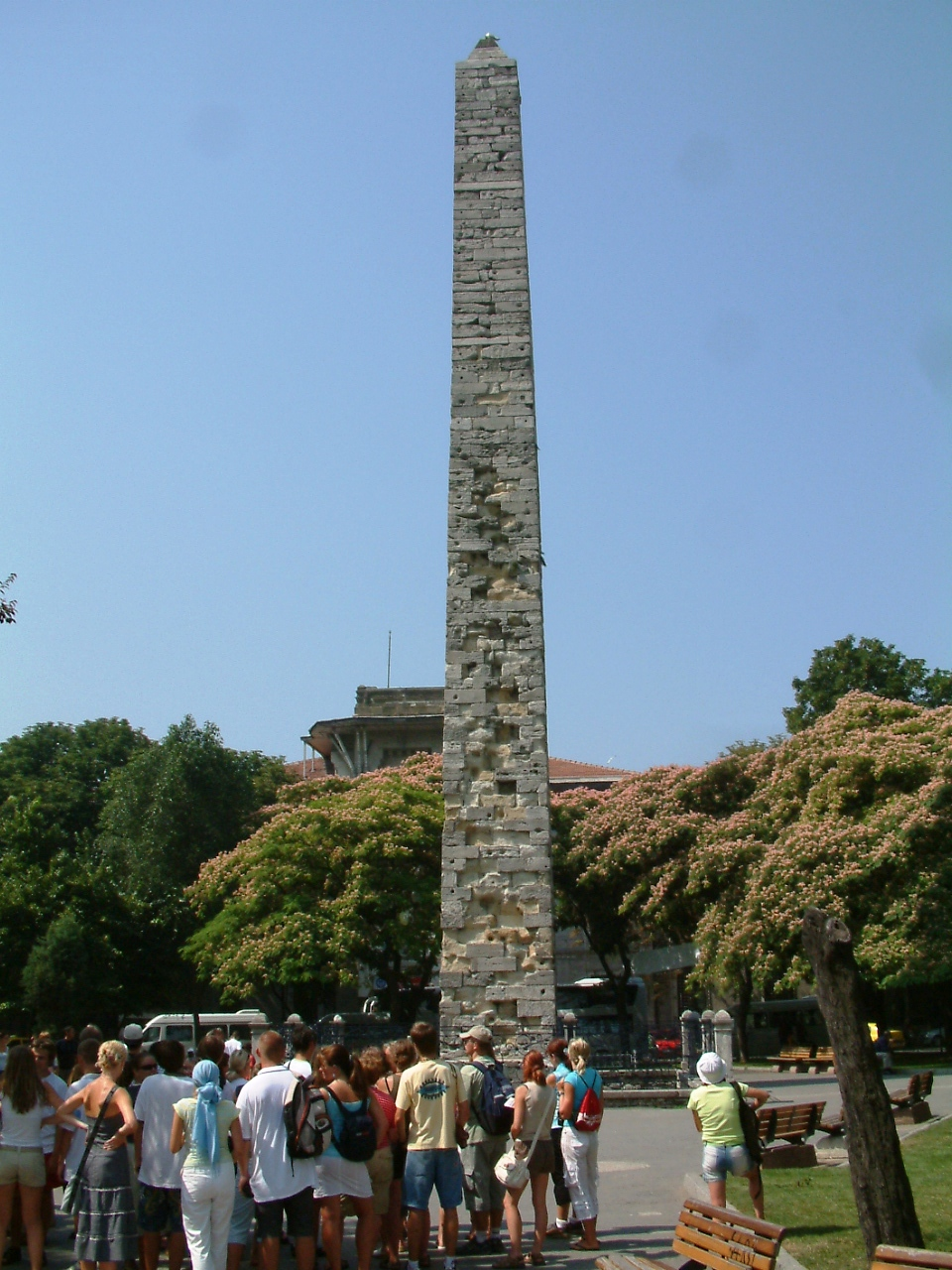
Обеліск Костянтина, 2005 рік
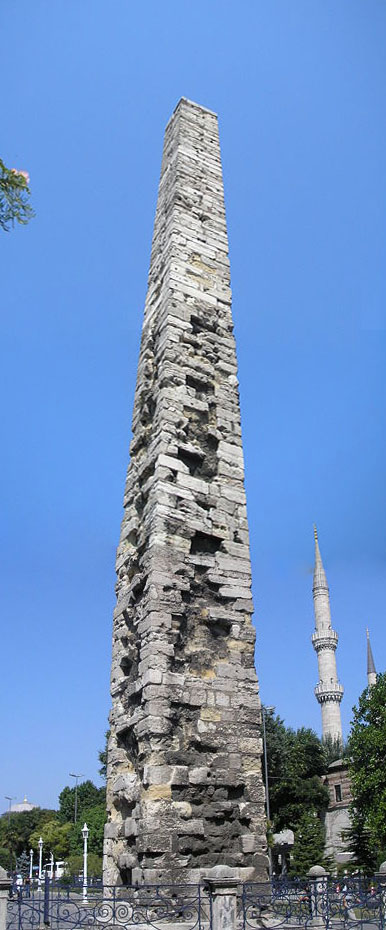
Обеліск Костянтина, 2007 рік
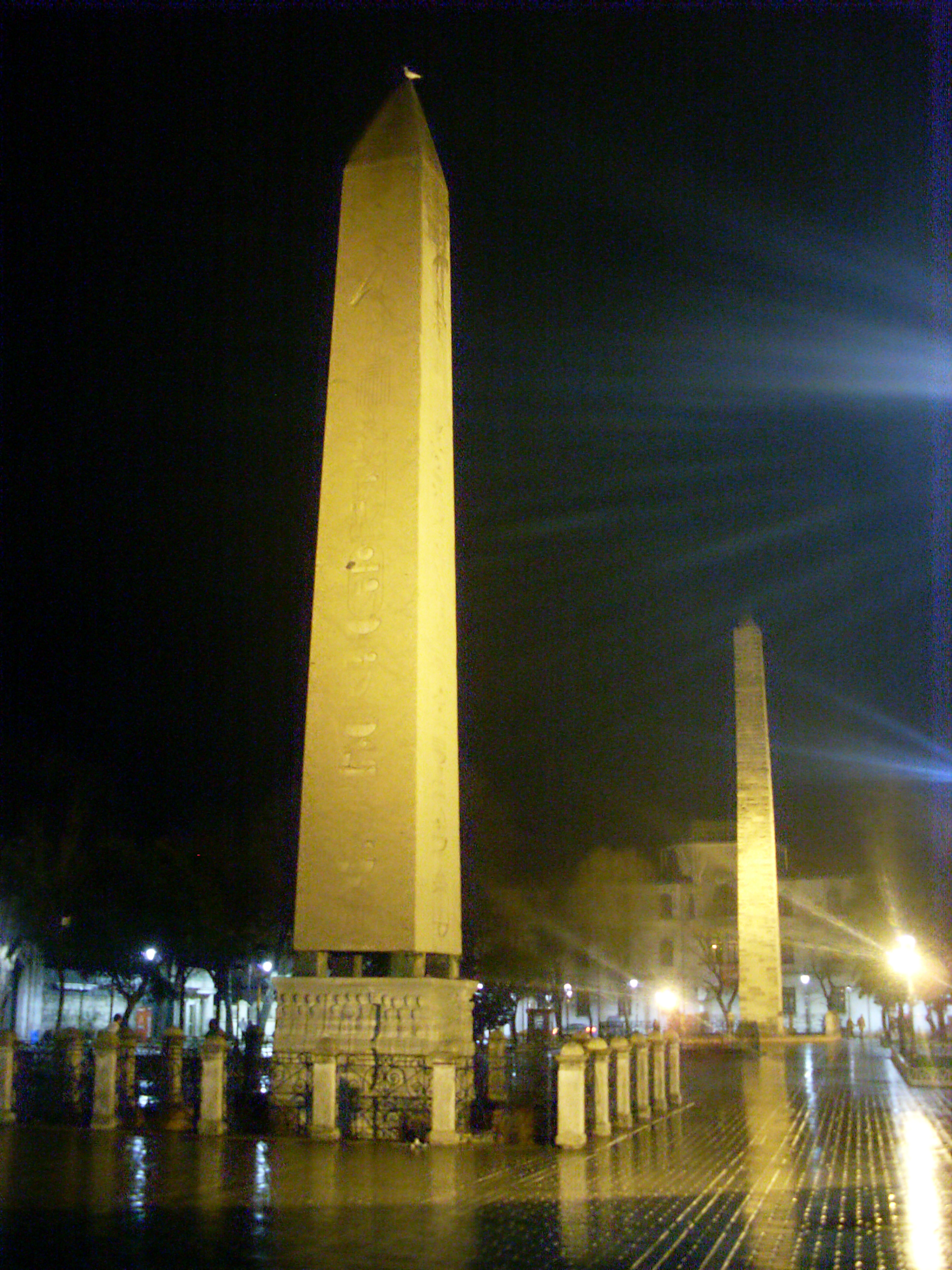
Обеліск Феодосія та Обеліск Костянтина